# Лі Фан (тенісистка)
Лі Фан (нар. 1 січня 1973) — колишня китайська тенісистка.
Найвищу одиночну позицію світового рейтингу — 36 місце досягла 8 червня 1998, парну — 49 місце — 21 лютого 1994 року.
Здобула 18 одиночних та 2 парні титули.
Найвищим досягненням на турнірах Великого шолома було 3 коло в одиночному розряді.
Завершила кар'єру 2001 року.

## Фінали Туру WTA
| Легенда      |
| Tier I (0)   |
| Tier II (0)  |
| Tier III (1) |
| Tier IV (4)  |

### Одиночний розряд:3 поразки
| Результат | Ранг | Дата | Турнір                               | Покриття | Суперниця        | Рахунок  |
| --------- | ---- | ---- | ------------------------------------ | -------- | ---------------- | -------- |
| Поразка   | 1.   | 1995 | Hobart International                 | Тверде   | Лейла Месхі      | 2–6, 3–6 |
| Поразка   | 2.   | 1998 | Makarska International Championships | Ґрунт    | Квета Пешке      | 3–6, 1–6 |
| Поразка   | 3.   | 1998 | Pattaya Women's Open                 | Тверде   | Жулі Алар-Декюжі | 1–6, 2–6 |

### Парний розряд:2 перемоги
| Результат | Ранг | Дата     | Турнір                   | Покриття   | Партнерка      | Суперниці                  | Рахунок  |
| --------- | ---- | -------- | ------------------------ | ---------- | -------------- | -------------------------- | -------- |
| Перемога  | 1.   | Лип 1993 | Gastein Ladies, Кіцбюель | Ґрунт      | Домінік Монамі | Мая Мурич Павліна Райзлова | 6–2, 6–1 |
| Перемога  | 2.   | 1994     | China Open, Пекін        | Тверде (i) | Чень Лі-Лін    | Керрі-Енн Г'юз Валда Лейк  | 6–0, 6–2 |

## Фінали ITF

### Одиночний розряд (18–6)
| турніри $75,000 |
| турніри $50,000 |
| турніри $25,000 |
| турніри $10,000 |

| Результат | Ранг | Дата            | Турнір                 | Покриття | Суперниця            | Рахунок       |
| Перемога  | 1.   | 12 березня 1990 | Мурсія, Іспанія        | Ґрунт    | Сабріна Луккі        | 6–2, 7–5      |
| Перемога  | 2.   | 9 липня 1990    | Фаєттвілл, США         | Тверде   | Im Sook-ja           | 6–1, 1–6, 6–3 |
| Поразка   | 3.   | 4 березня 1991  | Гранада, Іспанія       | Ґрунт    | Ізабель Куето        | 3–6, 3–6      |
| Поразка   | 4.   | 11 березня 1991 | Мурсія, Іспанія        | Тверде   | Майте Мартінес Перес | 6–7, 7–5, 3–6 |
| Перемога  | 5.   | 25 березня 1991 | Більбао, Іспанія       | Тверде   | Естефанія Боттіні    | 6–3, 6–1      |
| Поразка   | 6.   | 29 квітня 1991  | Куала-Лумпур, Малайзія | Тверде   | Ван Си-тін           | 4–6, 2–6      |
| Перемога  | 7.   | 29 липня 1991   | Ачиреале, Італія       | Ґрунт    | Яна Поспішилова      | 6–0, 7–5      |
| Перемога  | 8.   | 5 серпня 1991   | Ніколозі, Італія       | Тверде   | Кайлі Джонсон        | 6–2, 6–4      |
| Перемога  | 9.   | 2 вересня 1991  | Бангкок, Таїланд       | Тверде   | Тан Мінь             | 7–5, 6–2      |
| Перемога  | 10.  | 9 вересня 1991  | Бангкок, Таїланд       | Тверде   | Тан Мінь             | 6–0, 7–6(8–6) |
| Перемога  | 11.  | 23 вересня 1991 | Куросіо, Японія        | Тверде   | Кадзімута Наоко      | 6–3, 6–4      |
| Перемога  | 12.  | 7 жовтня 1991   | Мацуяма, Японія        | Тверде   | Чень Лі-Лін          | 6–4, 6–3      |
| Перемога  | 13.  | 14 жовтня 1991  | Кіото, Японія          | Тверде   | Хіромі Йосіхара      | 7–6(7–3), 6–4 |
| Перемога  | 14.  | 21 жовтня 1991  | Оїта, Японія           | Тверде   | Крістін Кунс         | 6–3, 6–0      |
| Поразка   | 15.  | 28 жовтня 1991  | Саґа (Саґа), Японія    | Трава    | Їда Ей               | 3–6, 3–6      |
| Перемога  | 16.  | 6 квітня 1997   | Фінікс, США            | Тверде   | Крістіна Бранді      | 6–1, 6–2      |
| Перемога  | 17.  | 20 квітня 1997  | Вічита, США            | Тверде   | Сандра Качіч         | 6–2, 6–2      |
| Перемога  | 18.  | 6 липня 1997    | Флашинг-Медоуз, США    | Тверде   | Ліндсей Лі-Вотерс    | 7–5, 7–5      |
| Перемога  | 19.  | 4 серпня 1997   | Вічита, США            | Тверде   | Лаура Голарса        | 6–3, 6–2      |
| Поразка   | 20.  | 13 липня 1998   | Мава, США              | Тверде   | Емі Фрейзер          | w/o           |
| Перемога  | 21.  | 21 червня 1999  | Файгінген, Німеччина   | Ґрунт    | Патріція Вартуш      | 6–4, 7–6      |
| Поразка   | 22.  | 1 серпня 1999   | Солт-Лейк-Сіті, США    | Тверде   | Крістіна Бранді      | 4–6, 3–6      |
| Перемога  | 23.  | 19 вересня 1999 | Гоупвелл, США          | Тверде   | Яна Неєдли           | 6–0, 6–4      |
| Перемога  | 24.  | 26 вересня 1999 | Керкленд, США          | Тверде   | Ї Цзін-Цянь          | 6–3, 2–6, 6–1 |

### Парний розряд (8–5)
| Результат | Ранг | Дата            | Турнір                 | Покриття | Партнерка     | Суперниці                           | Рахунок                      |
| Перемога  | 1.   | 7 травня 1990   | Маніла, Філіппіни      | Тверде   | Чень Лі-Лін   | Лінь Нін Тан Мінь                   | 6–3, 6–0                     |
| Перемога  | 2.   | 29 квітня 1991  | Куала-Лумпур, Малайзія | Тверде   | Тан Мінь      | Танті Трайоно Агустіна Вібісоно     | 7–5, 6–3                     |
| Перемога  | 3.   | 6 травня 1991   | Маніла, Філіппіни      | Тверде   | Тан Мінь      | Іраваті Моерід Луккі Теджамукті     | 7–6(7–4), 6–7(5–7), 7–6(7–3) |
| Перемога  | 4.   | 5 серпня 1991   | Ніколозі, Італія       | Тверде   | Тан Мінь      | Габріелла Боск'єро Кайлі Джонсон    | 6–0, 7–6(7–3)                |
| Перемога  | 5.   | 2 вересня 1991  | Бангкок, Таїланд       | Тверде   | Тан Мінь      | Сувімол Дуанчань Бенджамас Сангарам | 6–4, 6–2                     |
| Поразка   | 6.   | 9 вересня 1991  | Бангкок, Таїланд       | Тверде   | Тан Мінь      | Іраваті Моерід Луккі Теджамукті     | 6–4, 5–7, 4–6                |
| Поразка   | 7.   | 23 вересня 1991 | Куросіо (Коті), Японія | Тверде   | Тан Мінь      | Кіносіта Наоко Еміко Такахасі       | 7–5, 3–6, 4–6                |
| Поразка   | 8.   | 30 вересня 1991 | Хоккайдо, Японія       | Тверде   | Тан Мінь      | Койдзумі Юкіе Мідзокуті Мікі        | 1–6, 6–3, 3–6                |
| Перемога  | 9.   | 14 жовтня 1991  | Кіото, Японія          | Тверде   | Тан Мінь      | Даяна Ґарднер Паулетте Морено       | 6–4, 7–5                     |
| Поразка   | 10.  | 30 вересня 1991 | Саґа, Японія           | Трава    | Тан Мінь      | Лупіта Новело Крістін Кунс          | 7–5, 2–6, 5–7                |
| Перемога  | 11.  | 4 вересня 1995  | Тяньцзінь, КНР         | Тверде   | Чень Лі-Лін   | Кірстін Фрає Тесса Прайс            | 6–2, 6–3                     |
| Поразка   | 12.  | 6 липня 1997    | Флашинг, США           | Тверде   | Кері Фебус    | Джанет Лі Ліндсей Лі-Вотерс         | 2–6, 6–2, 3–6                |
| Перемога  | 13.  | 19 вересня 1999 | Гоупвелл, США          | Тверде   | Аліна Жидкова | Дон Бут Кім Грант                   | 6–3, 6–3                     |